# KSI vs. Joe Fournier
A KSI vs. Joe Fournier (hivatalos nevén: MF & DAZN: X Series 007) egy profi ökölvívó mérkőzés KSI brit youtuber és Joe Fournier korábbi félnehézsúlyú WBA-világbajnok között. 2023. május 13-án került megrendezésre a londoni OVO Wembley Arénában. KSI előző mérkőzésén kiütötte FaZe Temperrr-t, míg Fournier soha nem kapott ki profi pályafutása során, kiütötte összes ellenfelét.
KSI eredetileg kiütötte Joe Fournier-t a második negyedben, az ökölvívót a visszajátszások alapján könyökével találta el, de a szabálytalan ütést a bíró nem vette észre. KSI ennek ellenére azt nyilatkozta, hogy Fournier már az előző ütése miatt elkezdett a földre esni. Fournier fellebbezte az eredményt, a döntés május 19-én az lett, hogy nem hirdetnek győztest.
KSI öccse, Deji szintén diadalmaskodott, pontozással legyőzve Swarmz rappert. Anthony Taylor véget vetett Salt Papi veretlenségének, míg Viruzz kiütötte DK Moneyt. A két női küzdelemben Paigey Cakey és Lil Bellsy győzött.
A Happy Punch előesemény részeként négy ütközetet rendeztek meg. Az első három mérkőzést Halal Ham, kinek kilétét az esemény estéjén jelentették be, Luis Nestor és Unbaer nyerte, mind pontozással, míg a WingsOfRedemption és a Boogie2988 közötti ütközetet a korábbi nyerte technikai kiütéssel.

## Háttér
2022. október 4-én Joe Fournier megosztott egy videót Instagram oldalán, amiben kihívta Jake Pault, Logan Pault és KSI-t, azt mondva soha nem küzdöttek igazi ökölvívókkal. KSI úgy döntött, hogy januári mérkőzésén inkább Dillon Danis ellen fog a szorítóba lépni. Fournier is ott lett volna aznap, Tony Christodoulouval mérkőzött volna meg és ő lépett volna Danis helyére, ha az amerikai MMA-harcos visszalép. Christodoulou megsérült, így nem tudott megjelenni január 14-én Fournier ellen. Január 4-én Danis visszalépett a mérkőzéstől és helyére FaZe Temperrr lépett be Fournier helyett, küzdőstílusa miatt. Miután KSI legyőzte Temperrr-t, szóban megegyezett Fournier-vel, hogy májusban megküzdenek.

## Mérkőzések
| Súlycsoport            | Győztes           | Vesztes          | Győzelem típusa | Menet      | Idő        | Jegyzetek  |
| Fő esemény             | Fő esemény        | Fő esemény       | Fő esemény      | Fő esemény | Fő esemény | Fő esemény |
| ---------------------- | ----------------- | ---------------- | --------------- | ---------- | ---------- | ---------- |
| Cirkálósúly            | KSI               | Joe Fournier     | Nincs győztes   | 2 (6)      | 1:26       | [ b ]      |
| Félnehézsúly           | Deji Olatunji     | Swarmz           | PONT            | 4 (4)      |            |            |
| Cirkálósúly            | Anthony Taylor    | Salt Papi        | PONT            | 3 (3)      |            |            |
| Kispehelysúly          | Paigey Cakey      | Tennessee Thresh | PONT            | 3 (3)      |            |            |
| Cirkálósúly            | Viruzz            | DK Money         | KO              | 2 (3)      | 2:59       |            |
| Kispehelysúly          | Lil Bellsy        | Lil Kymchii      | PONT            | 3 (3)      |            |            |
| Happy Punch előesemény |                   |                  |                 |            |            |            |
| Nehézsúly              | WingsOfRedemption | Boogie2988       | TKO             | 2 (3)      | 0:29       | [ c ]      |
| Kisváltósúly           | Unbaer            | Corn             | PONT            | 3 (3)      |            |            |
| Cirkálósúly            | Luis Nestor       | Callum King      | PONT            | 3 (3)      |            |            |
| Félnehézsúly           | Halal Ham         | Zuckles          | PONT            | 3 (3)      |            |            |

1. ↑  KSI véletlenül könyökével ütötte ki Fournier-t, így nem hirdettek győztest.[1]
2. ↑  Az MF cirkálósúlyú bajnoki címért
3. ↑  A három menet mind egy perces volt

## Közvetítés
| Régió                   | Közvetítés típusa         | Közvetítés típusa | Közvetítés típusa | Közvetítés típusa |
| Régió                   | Ingyen                    | Kábeltelevízió    | PPV               | Streaming         |
| ----------------------- | ------------------------- | ----------------- | ----------------- | ----------------- |
| Egyesült Királyság (H.) | YouTube (első mérkőzések) | –                 | DAZN PPV          | DAZN PPV          |
| Egyesült Államok        | YouTube (első mérkőzések) | –                 | DAZN PPV          | DAZN PPV          |
| Kanada                  | YouTube (első mérkőzések) | –                 | DAZN PPV          | DAZN PPV          |
| Írország                | YouTube (első mérkőzések) | –                 | DAZN PPV          | DAZN PPV          |
| Ausztrália              | YouTube (első mérkőzések) | –                 | DAZN PPV          | DAZN PPV          |
| Új-Zéland               | YouTube (első mérkőzések) | –                 | DAZN PPV          | DAZN PPV          |
| Hollandia               | YouTube (első mérkőzések) | –                 | DAZN PPV          | DAZN PPV          |
| Mexikó                  | YouTube (első mérkőzések) | –                 | DAZN PPV          | DAZN PPV          |
| Brazília                | YouTube (első mérkőzések) | –                 | DAZN PPV          | DAZN PPV          |
| Franciaország           | YouTube (első mérkőzések) | –                 | DAZN PPV          | DAZN PPV          |
| Svédország              | YouTube (első mérkőzések) | –                 | DAZN PPV          | DAZN PPV          |
| Norvégia                | YouTube (első mérkőzések) | –                 | DAZN PPV          | DAZN PPV          |
| Finnország              | YouTube (első mérkőzések) | –                 | DAZN PPV          | DAZN PPV          |
| Dánia                   | YouTube (első mérkőzések) | –                 | DAZN PPV          | DAZN PPV          |
| Világszerte             | YouTube (első mérkőzések) | –                 | –                 | DAZN              |